# Сілвергілл (Алабама)
Сілвергілл (англ. Silverhill) — місто (англ. town) в США, в окрузі Болдвін штату Алабама. Населення — 768 осіб (2020).

## Географія
Сілвергілл розташований за координатами 30°32′41″ пн. ш. 87°44′57″ зх. д. / 30.54472° пн. ш. 87.74917° зх. д. (30.544644, -87.749201). За даними Бюро перепису населення США в 2010 році місто мало площу 3,11 км², з яких 3,10 км² — суходіл та 0,01 км² — водойми.

## Демографія
Згідно з переписом 2010 року, у місті мешкало 706 осіб у 277 домогосподарствах у складі 203 родин. Густота населення становила 227 осіб/км². Було 315 помешкань (101/км²).
Расовий склад населення:
| - 94,3 % — білих - 1,7 % — чорних або афроамериканців - 0,3 % — азіатів - 0,1 % — вихідців з тихоокеанських островів - 0,1 % — корінних американців - 2,8 % — осіб інших рас |

До двох чи більше рас належало 0,6 %. Частка іспаномовних становила 5,7 % від усіх жителів.
За віковим діапазоном населення розподілялося таким чином: 22,9 % — особи молодші 18 років, 57,6 % — особи у віці 18—64 років, 19,5 % — особи у віці 65 років та старші. Медіана віку мешканця становила 43,2 року. На 100 осіб жіночої статі у місті припадало 87,3 чоловіків; на 100 жінок у віці від 18 років та старших — 90,9 чоловіків також старших 18 років.
Середній дохід на одне домашнє господарство становив 55 691 долар США (медіана — 40 921), а середній дохід на одну сім'ю — 65 149 доларів (медіана — 50 795). За межею бідності перебувало 7,5 % осіб, у тому числі 9,2 % дітей у віці до 18 років та 5,6 % осіб у віці 65 років та старших.
Цивільне працевлаштоване населення становило 270 осіб. Основні галузі зайнятості: освіта, охорона здоров'я та соціальна допомога — 23,3 %, науковці, спеціалісти, менеджери — 13,3 %, виробництво — 11,5 %, будівництво — 11,5 %.